# Thomas Pogge
Pour les articles homonymes, voir Thomas et Pogge.
Thomas Pogge (né le 13 août 1953) est un philosophe, actuellement professeur de philosophie et d'affaires internationales à l'université Yale.
Pogge a obtenu un Ph.D à l'université Harvard sous la direction du célèbre philosophe politique John Rawls. Il s'est lui-même spécialisé en philosophie politique, et a travaillé en particulier sur l'œuvre Théorie de la justice par Rawls, sur celle de Kant, sur le cosmopolitisme et plus récemment sur la pauvreté mondiale. Son ouvrage World Poverty and Human Rights est généralement considéré comme l'un des plus importants sur la question de la justice mondiale (global justice en anglais) et de l'inégalité. L'originalité de la contribution de Pogge est d'insister sur les devoirs négatifs des plus riches envers les plus pauvres dans le monde, et non pas sur leurs devoirs positifs. Pogge soutient que les individus les plus riches ont un devoir de justice impérieux leur commandant d'agir pour éradiquer la pauvreté, et ce avant tout parce qu'ils ont violé leurs devoirs négatifs envers les plus pauvres (tels que celui de ne pas leur imposer un ordre institutionnel mondial injuste, tel que la corruption).  